# Salah Cherki
Pour les articles homonymes, voir Cherki.
Salah Cherki (صالح الشرقي en arabe ; né Salah Cherkaoui en 1923 à Salé et mort le 21 novembre 2011) est une grande figure de la musique arabo-andalouse contemporaine ou le Tarab al-Andaloussi. Il est aussi musicien, compositeur, auteur et écrivain surtout connu comme virtuose du qanûn.
Un conservatoire de musique porte son nom à Salé.

## Biographie
Salah Cherki né dans la conservatrice ville de Salé en 1923, commence à s’intéresser à la musique dès l'âge de 14 ans. Il débute alors par l'apprentissage du luth puis de l'instrument dont il deviendra le mâalem (le maître en arabe) : le qanûn. Ses premières années se déroulent à Casablanca où il suit l'enseignement de la part du maitre Ahmed Zniber. Après deux ans passés en France, il retourne au Maroc à l'âge de 28 ans en 1951 et adhère à la chaîne télévisée marocaine RTM. Grand collectionneur d'instruments musicaux, Salah fonde le premier orchestre marocain à la radio après l'Indépendance.
Il sera le seul artiste marocain dont Oum Kalthoum interprète la chanson, intitulée Ya Rassoul Allah Khoud Bi Yadi. Abdelhadi Belkhayat le décrit comme le « pionnier qui a tout sacrifié pour mettre sur pied l'édifice de la musique marocaine ».

## Disparition
Salah Cherki décède à l'âge de 88 ans des suites d'une longue maladie. Sa disparition est une grande perte pour le monde artistique marocain.